# Supertramp (álbum)
Supertramp é o primeiro álbum da banda de rock progressivo Supertramp, lançado em julho de 1970. Foi algumas vezes publicado sob o nome Now and Then.
Este álbum não foi lançado nos EUA até o final de 1977, mas esteve disponível através de importação feitas em lojas de discos especializada em importações britânicas. A edição 1977 chegou na posição #158 Billboard 200 norte-americana.
Supertramp é também o único álbum da banda que conta com a participação do então membro da banda Richard Palmer-James, que atua no mesmo como letrista, além de tocar outros instrumentos. Ele mais tarde seria o letrista da banda de rock progressivo King Crimson. Robert Millar também atua somente nesse álbum, como baterista da banda, mas sofre um colapso mental e deixa a banda logo após a saída de Palmer-James.

## Contexto e gravação
Todas as letras do álbum foram escritas por  Richard Palmer, uma vez que nenhum dos outros membros do Supertramp estavam dispostos a escrever. O próprio Palmer disse mais tarde que ele considerava escrever letras como "ter que fazer o trabalho da escola" na época.As músicas foram compostas em conjunto por Rick Davies e Roger Hodgson.
O álbum foi gravado inteiramente em sessões de madrugada a partir da meia-noite até as seis horas manhã, devido a uma superstição por parte dos membros da banda (alimentada por terem ouvido dizer que a banda Traffic e Spooky Tooth gravavam somente de madrugada) que havia alguma "mágica" ao gravar à noite. Hodgson mais tarde recorda que "Invariavelmente, o nosso engenheiro, Robin Black, cochilava no meio das sessões de tão intensas que eraa, porque lutamos muito com Richard Palmer." Ele gostou do álbum resultante, no entanto, e comentou mais de uma década mais tarde que "Era muito ingênuo, mas tinha um bom astral".
Como as músicas para o terceiro álbum do Supertramp, Crime of the Century, foram introduzidas no setlist da banda ao vivo, as músicas do Supertramp foram todas descartadas para nunca mais voltar. As duas exceções são "Home Again" e "Surely", que foram ocasionalmente tocadas durante encores por vários anos depois.

## Recepção
| Críticas profissionais | Críticas profissionais |
| Avaliações da crítica  | Avaliações da crítica  |
| Fonte                  | Avaliação              |
| ---------------------- | ---------------------- |
| All Music Guide        | [ 6 ]                  |

A resposta da crítica para o álbum foi geralmente positiva, com uma revisão por Judith Simons em Daily Express comentando "Este disco de estréia de um grupo de promissores músicos-poetas é um pouco mais melódico do que a maioria dos discos que passam sob o rótulo "pop progressivo". Apesar disso, o álbum foi um fracasso comercial.
Em análise retrospectiva, o Allmusic disse que o álbum era "inundado com pretensioso instrumental sinuoso, com maior ênfase e atenção aos teclados e guitarras do que para a escrita e para a emanação geral da música." No entanto, eles admitiram a "mistura de ardor e sutileza" do álbum é muito interessante.

## Faixas
Todas as faixas são creditadas a Roger Hodgson e Rick Davies. As letras são da autoria de Richard Palmer-James. A voz principal é de Hodgson, exceto onde estiver indicado.
| Lado A 1. "Surely" – 0:31 2. "It's a Long Road" – 5:33 3. "Aubade and I Am Not Like Other Birds of Prey" – 5:17 4. "Words Unspoken" – 3:59 5. "Maybe I'm a Beggar" – 6:44 - Voz principal: Palmer-James e Hodgson 6. "Home Again" – 1:15 | Lado B 1. "Nothing to Show" – 4:53 - Voz principal: Hodgson e Davies 2. "Shadow Song" – 4:23 - Voz principal: Davies e Hodgson 3. "Try Again" – 12:02 - Voz principal: Hodgson e Palmer-James 4. "Surely" – 3:08 |

## Ficha técnica
- Rick Davies – órgão, gaita, piano, teclados, piano elétrico, voz
- Roger Hodgson – violão, baixo, violoncelo, flageolet (flauta), voz
- Richard Palmer-James – violão, guitarra, balalaica
- Robert Millar – bateria, harmônica

Produção
- Supertramp: produtores
- Robin Black: engenheiro de som

## Paradas musicais
| Ano  | Parada                                        | Posição |
| ---- | --------------------------------------------- | ------- |
| 1978 | Billboard Pop Albums Chart (América do Norte) | 158     |